# Фіцвільям-коледж (Кембридж)
Фіцвільям-коледж (англ. Fitzwilliam College, до 1966 року — Fitzwilliam House) — один із 31 коледжу Кембриджського університету у Великій Британії. Заснований у 1869 році як об'єднання неколеджіальних студентів, що надавало можливість навчання в університеті тим, хто не міг дозволити собі вступити до традиційного коледжу. Статус повноправного коледжу Фіцвільям здобув у 1966 році.
Коледж названий на честь вулиці Fitzwilliam Street, де спочатку розташовувалася навчальна установа; сама ж вулиця отримала назву від Музею Фіцвільяма, заснованого коштом 7-го віконта Фіцвільяма.
У коледжі навчається понад 900 студентів. Він відомий своєю академічною спрямованістю, особливо у галузях природничих наук, музики, кримінології та політики. У різні роки студенти коледжу ставали лауреатами Нобелівської премії, прем'єр-міністрами, державними діячами й видатними вченими.
Коледж займає простору територію на північному заході Кембриджа, яка включає будівлі у стилі модерн, зведені навколо центрального особняка початку XIX століття — The Grove. Серед архітекторів, що працювали над забудовою коледжу, були сер Деніс Ласден і архітектурне бюро Allies & Morrison. На території коледжу також розташовані власна каплиця, бібліотека, спортивні майданчики й концертна зала.
Серед випускників — прем'єр-міністр Сінгапуру Лі Куан Ю, економіст Джозеф Стігліц, політик Вінс Кейбл, королева Софія Іспанська та музикант Нік Дрейк.
Коледж активно розвиває музичні та спортивні традиції. При ньому діє постійний Фіцвільям-квартет, а також багато музичних і театральних колективів.

## Історія

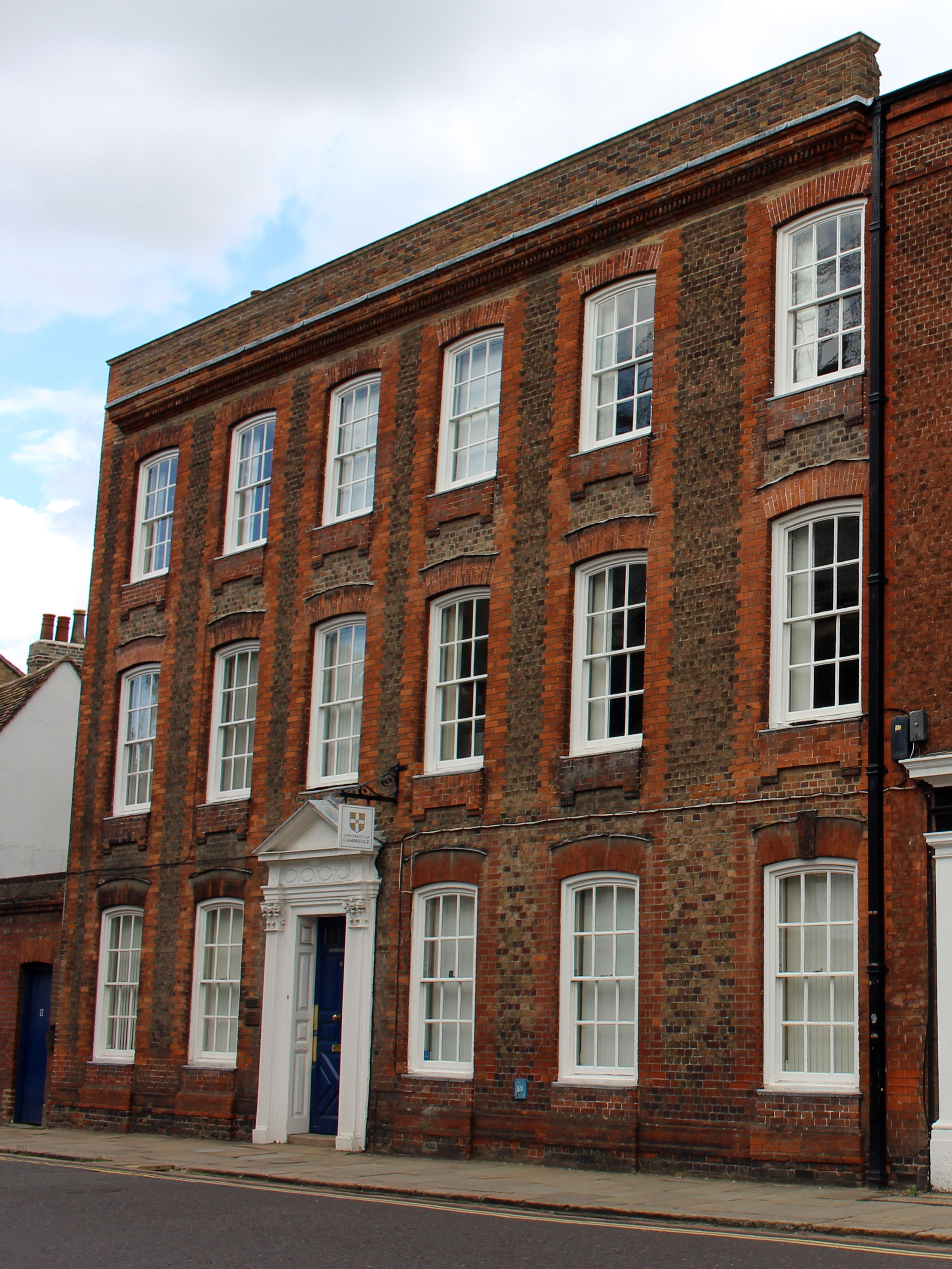
Будинок на Трампінгтон-стріт, 31 — перша будівля Фіцвільяма

Фіцвільям-коледж веде своє походження з 1869 року, коли Кембриджський університет дозволив вступ студентам, які не належали до жодного коледжу. Для їхньої організації було створено Раду неколеджних студентів (англ. Non-Collegiate Students Board), яку очолював цензор, а офіс розташовувався на Трампінгтон-стріт, навпроти Музею Фіцвільяма.
Це об'єднання дозволило здібним, але малозабезпеченим студентам навчатися в університеті, складати іспити й претендувати на стипендії. У 1887 році студенти обрали для організації ім'я «Фіцвільям» на честь вулиці та музею, поблизу яких розташовувався перший корпус. Університет офіційно затвердив назву Fitzwilliam Hall.
Згодом заклад було перейменовано на Fitzwilliam House (1922). Він швидко здобув репутацію навчального центру, орієнтованого на академічні досягнення. Серед студентів були майбутні лауреати Нобелівської премії та глави держав. Fitzwilliam House особливо відзначився у галузі медицини та став одним із найміжнародніших за складом коледжів університету.
У другій половині XX століття, зі зростанням кількості державних стипендій, потреба в окремій неколеджній структурі зменшилася. Хоча обговорювалося можливе закриття Фіцвільяма, випускники виступили проти цього, і було вирішено домагатися перетворення його на повноцінний коледж. До 1963 року було побудовано новий кампус на півночі Кембриджа, а у 1966 році коледж отримав королівську хартію й став повноправною частиною університету під назвою Fitzwilliam College.

## Архітектура та кампус

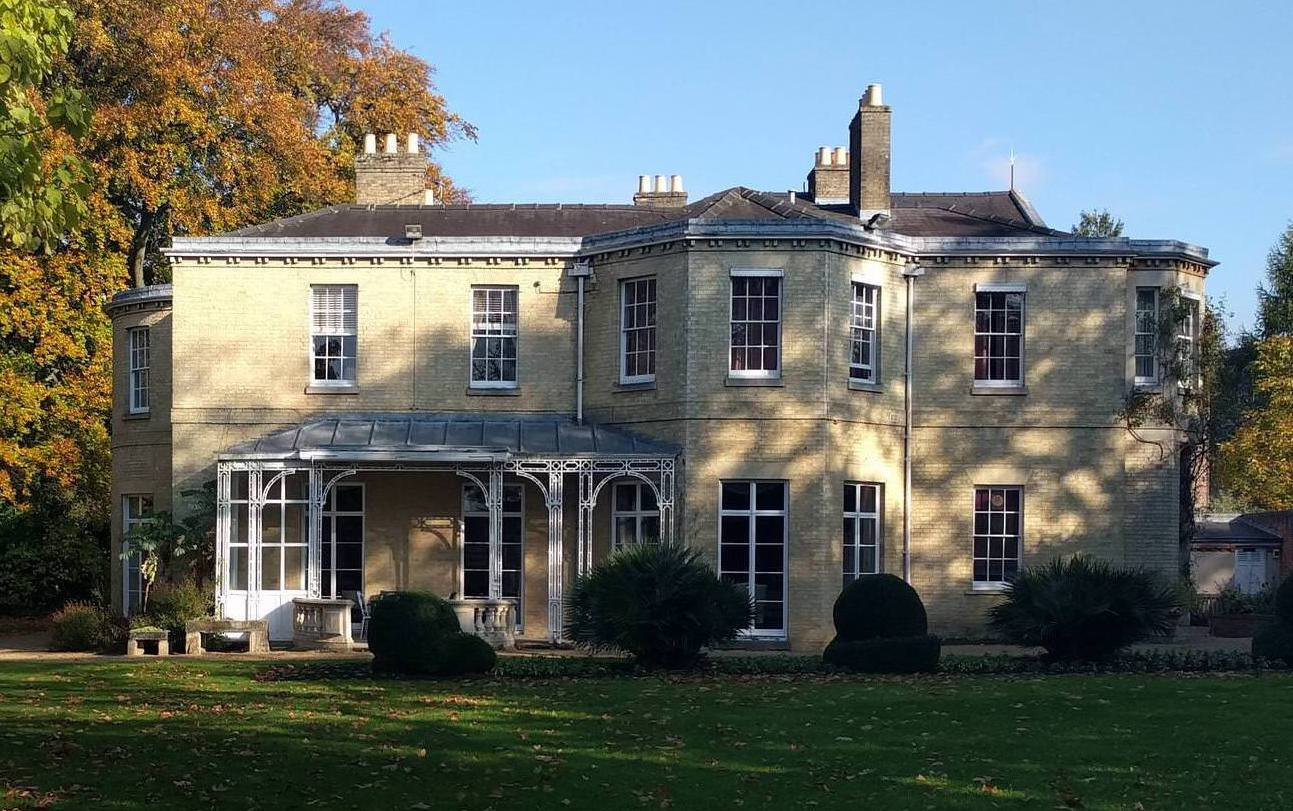
Центральна будівля The Grove

Фіцвільям-коледж розташований на півночі Кембриджа, на території колишньої садиби в стилі регентства. Архітектурний ансамбль поєднує історичну забудову XIX століття та сучасні споруди другої половини XX століття. Центральною будівлею кампусу є особняк The Grove, збудований у 1813 році за проєктом архітектора Вільяма Кастанса.

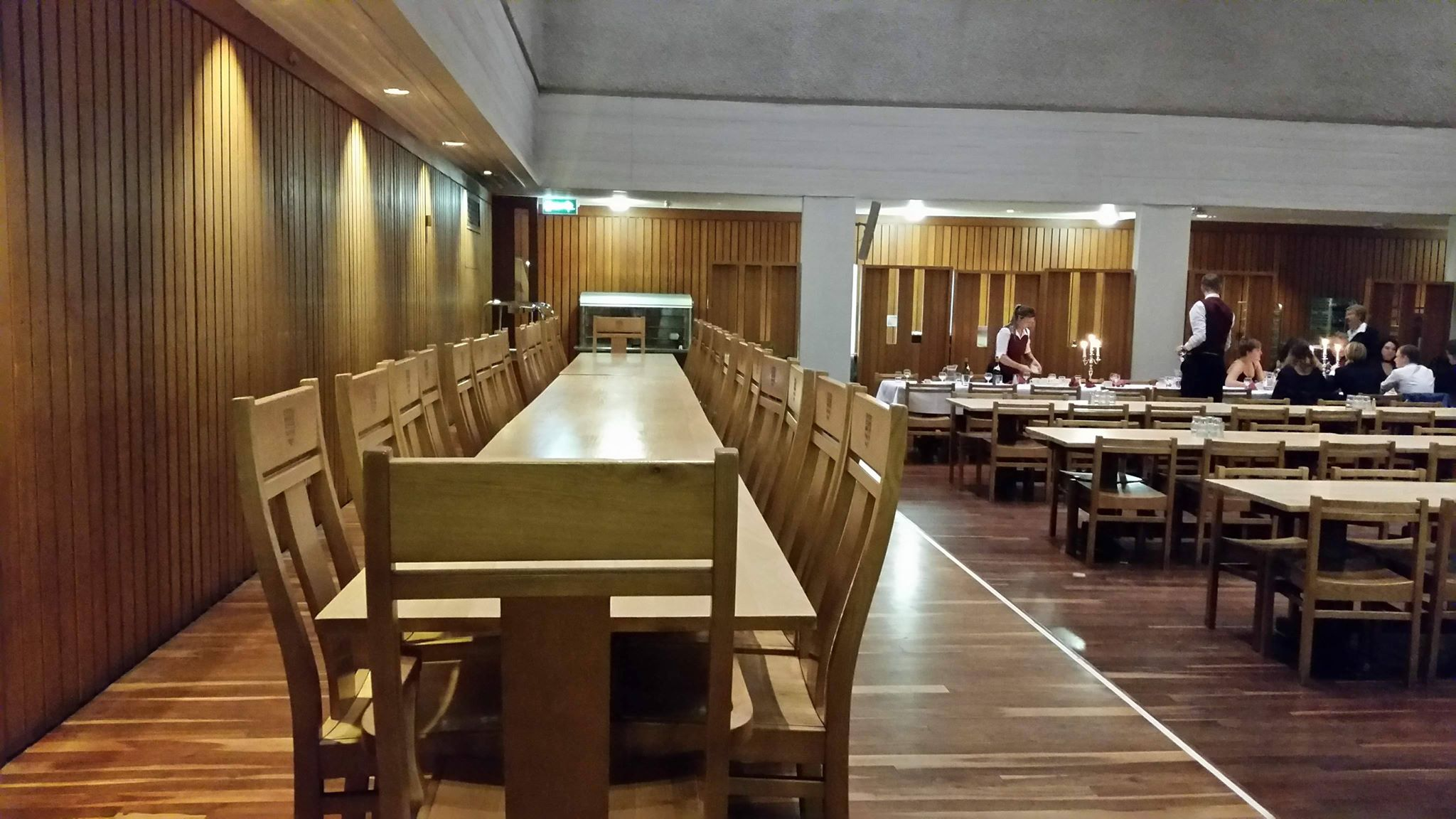
Головна обідня зала коледжу

Перший етап сучасного будівництва розпочався у 1960-х роках. Будівлі Fellows’ Court, Tree Court та головну обідню залу (Hall Building) спроєктував видатний британський архітектор сер Деніс Ласден, також автор Національного театру в Лондоні. Будівлі виконані у стилі модернізму та формують північну частину кампусу.

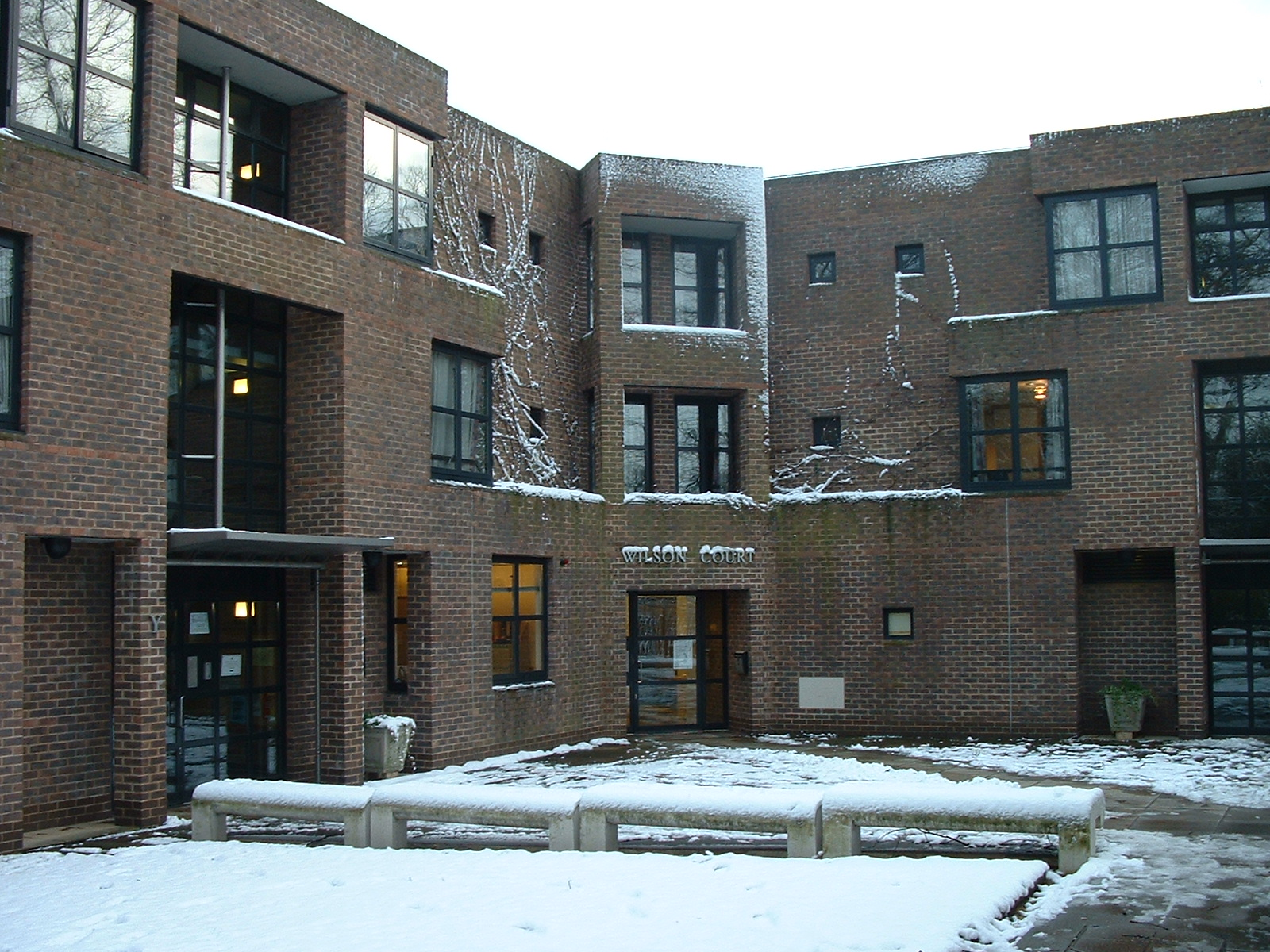
Wilson Court (1994)

Пізніше були зведені нові житлові та навчальні корпуси: New Court (1985), каплиця (1991), Wilson Court (1994), Gatehouse Court (2003) та концертна зала Auditorium (2004). Більшість споруд отримали престижні архітектурні нагороди, зокрема RIBA Award та Civic Trust Award.
На території коледжу також розташовані власні спортивні зали, аудиторії, музичні та театральні простори, а також доглянуті сади, які вважаються одними з найкрасивіших у Кембриджі.
У 2024 році три споруди коледжу — Центральна будівля, New Court і каплиця — були включені до списку пам'яток архітектури II категорії (Grade II).

## Академічний профіль
Фіцвільям-коледж традиційно робить акцент на академічній успішності й відкритий для студентів з усіх верств суспільства. У різні роки коледж посідав місця в середній або верхній частині Томпкінс-таблиці, яка ранжує коледжі Кембриджського університету за результатами випускних іспитів.
Особливо сильні позиції коледж має в галузях природничих наук, кримінології, географії та музики. Близько 20 % студентів бакалаврату навчаються за програмою природничих наук.
Коледж активно підтримує розвиток кримінологічних досліджень: при ньому працює департамент кримінології, де викладали такі видатні вчені, як сер Ентоні Боттомс і професорка Нікола Педфілд.
Фіцвільям-коледж також відомий високою політичною активністю: у 2010 році серед членів парламенту Великої Британії було найбільше випускників саме цього коледжу серед усіх коледжів Кембриджа (6 депутатів і 4 перів).
Окрім того, коледж організовує спеціалізовані заходи, наприклад, щорічний день для абітурієнтів за напрямом «географія», що відображає особливу популярність цієї дисципліни серед студентів.

## Відомі випускники
- Лі Куан Ю — перший прем'єр-міністр Сінгапуру (1959–1990)
- Джозеф Стігліц — лауреат Нобелівської премії з економіки, головний економіст Світового банку (1997–2000)
- Ангус Дітон — лауреат Нобелівської премії з економіки (2015)
- Вінс Кейбл — британський політик, колишній міністр у справах бізнесу
- Софія Грецька — королева Іспанії, дружина Хуана Карлоса I
- Нік Дрейк — британський музикант і автор пісень
- Девід Старкі — історик, телеведучий і публіцист